# تحصیل تله گنگ
تحصیل تله گنگ (به انگلیسی: Talagang Tehsil) یک تحصیل در پاکستان است که در پنجاب واقع شده‌است.